# Kimyogar Chirchiq
El Kimyogar Chirchiq (en uzbeko: «Kimyogar» Chirchiq futbol klubi, en ruso: Футбольный клуб «Кимёгар» Чирчик, Futbolnyj Kłub "Kimiogar" Czirczik) fue un equipo de fútbol de Uzbekistán que alguna vez jugó en la Liga de fútbol de Uzbekistán, la primera división de fútbol en el país.

## Historia
Fue fundado en el año 1953 en la ciudad de Chirchiq con el nombre Khimik; y en la época soviética ganaron la Copa de Uzbekistán en tres ocasiones en la década de los años 1950s, llegaron a participar en la Segunda Liga Soviética y en algunas ocasiones también llegó a participar en la Copa de la Unión Soviética, pero por los constantes cambios a la estructura del fútbol en la Unión Soviética fueron relegados varias veces que en los últimos años de existencia soviética terminaron jugando en las divisiones aficionadas de Uzbekistán.
Tras la independencia de Uzbekistán en club cambia de nombre por el de Kimyogar y debuta en la Segunda Liga de Uzbekistán. Un año más tarde llegaron a participar en la Copa de Uzbekistán y lograron el ascenso a la Primera Liga de Uzbekistán.
En 1999 consigue el ascenso a la Liga de fútbol de Uzbekistán por primera vez en su historia. En su primera temporada en la primera división terminaron en el lugar 14, donde se mantuvo por una temporada más hasta que descendió en 2001.
El club se mantuvo jugando en la Primera Liga de Uzbekistán hasta el 2008, ya que para inicios de la temporada 2009 abandonaron la liga por problemas financieros y posteriormente desaparecieron.

## Palmarés
- Copa Soviética de Uzbekistán: 3

1953, 1957, 1959

## Jugadores

### Jugadores destacados
- Yaroslav Krushelnitskiy
- Yannis Mandzukas
- Ilya Telegin